# Zwergedelweiß
Das Zwergedelweiß (Filago pygmaea) ist eine Pflanzenart aus der Gattung Filzkräuter (Filago) innerhalb der Familie der Korbblütler (Asteraceae).

## Beschreibung

### Vegetative Merkmale
Das Zwergedelweiß wächst als einjährige krautige Pflanze und erreicht Wuchshöhen von 1 bis 4 Zentimetern. Es ist am Grunde verzweigt und graufilzig behaart. Die Stängelblätter sind 7–10 Millimeter lang und 3 Millimeter breit. Am Ende der Stängel sitzt eine Rosette aus abstehenden, spatelförmigen Blättern; sie sind stumpf oder kurz spitzig, abstehend und 5–15 Millimeter lang und 2–5 Millimeter breit. Sie überragen die Blütenkörbe um das Doppelte bis Dreifache.

### Generative Merkmale
Die Blütenkörbe sitzen in einem ein 5 bis 35 Millimeter breiten Büschel.  Die Röhrenblüten sind unscheinbar mit mehr als 30 bräunlich- gelben und kahlen Hüllblättern. Sie sind 3 bis 4,3 Millimeter lang und 1,5 bis 1,8 Millimeter breit, lanzettlich-verkehrteiförmig und enden in einer 1 bis 1,5 Millimeter langen Granne.
Die Blütezeit reicht von April bis Juni.

## Vorkommen
Das Zwergedelweiß kommt im Mittelmeerraum in Küstennähe in Grasfluren und Garigues vor. Sein Verbreitungsgebiet umfasst ursprünglich Marokko, Algerien, Tunesien, Libyen, Portugal, Spanien, die Balearen, Frankreich, Korsika, Sardinien, Sizilien, Malta, Italien, Kroatien, Bosnien-Herzegowina, Albanien, Montenegro, Griechenland, Kreta, die Ostägäis, Zypern, die europäische und die asiatische Türkei, Syrien und Libanon. Auf den Kanarischen Inseln ist die Ursprünglichkeit zweifelhaft.

## Taxonomie
Die Erstveröffentlichung von Filago pygmaea erfolgte 1753 durch Carl von Linné. Ein Synonym von Filago pygmaea L. ist Evax pygmaea (L.) Brot.